# 한사랑농촌문화재단
(재)한사랑농촌문화재단(Hansarang Foundation For Rural Culture)은 농촌발전과 농업인복지향상을 목적으로 "한사랑농촌문화상"을 제정, 시상등 공익사업 전개를 목적으로 2003년 9월 23일 설립허가된 대한민국 농림축산식품부 소관의 재단법인이다. 사무실은 서울특별시 광진구 능동로 264, 한사랑빌딩 3층에 있다.

## 주요 사업
- 한사랑농촌문화상 시상- 농업에 대한 애정을 가지고 농업과 농촌에서 새로운 희망을 찾으며 자신의 분야에서 묵묵히 최선을 다하는 숨은 애국자를 발굴하여 격려하고 지원
- 문화 지원- 도농 간의 교류를 위해 예술, 공연 등의 문화 행사와 지역사회 활성화 기반 조성을 위해 농촌 시설 노후화 개선 비용을 지원
- 소식지 출판- 소식지를 통해 재단 홍보 및 활동, 다양한 농촌 정보를 제공함으로써 소통과 화합을 도모 함
- 교육 연구 지원- 농촌 선진화를 위한 기술, 사회, 문화 등 다양한 부문의 연구 및 편찬을 지원함으로써 농업 농촌 발전에 기여하기 위한 사업

## 연혁
- 2003년 4월 김용복 (서울)영동농장 회장 비영리 재단법인 설립계획 발표
- 2004년 10월20일  (재)한사랑농촌문화재단 법인설립 등기 완료
- 2006년  4월20일  제1회 한사랑농촌문화상 시상식
- 2013년  12월     한사랑러브레터 창간호 발간
- 2014년  3월      교육연구지원 : 친환경농업연구 학술지 발간
- 2016년  12월     2016년 농촌문화지원사업 실시